# Panamai kolibri
A panamai kolibri (Saucerottia edward) a madarak osztályának sarlósfecske-alakúak (Apodiformes) rendjébe és a kolibrifélék (Trochilidae) családjába tartozó faj.

## Rendszerezése
A fajt Adolphe Delattre és Jules Bourcier írta le 1846-ban, a Trochilus nembe Trochilus Edward néven. Régebben az Amazilia nembe sorolták Amazilia cyanura néven.

## Alfajai
- Saucerottia edward collata Wetmore, 1952
- Saucerottia edward edward (Delattre & Bourcier, 1846)
- Saucerottia edward margaritarum (Griscom, 1927)
- Saucerottia edward niveoventer (Gould, 1851)[2]

## Előfordulása
Costa Rica és Panama területén honos. Természetes élőhelyei a szubtrópusi vagy trópusi száraz erdők, síkvidéki és hegyi esőerdők, mangroveerdők, száraz szavannák, valamint ültetvények, vidéki kertek, erősen leromlott egykori erdők és városi környezet. Állandó, nem vonuló faj.

## Megjelenése
Testhossza 11 centiméter.
|  |

## Természetvédelmi helyzete
Az elterjedési területe nagyon nagy, egyedszáma pedig stabil. A Természetvédelmi Világszövetség Vörös listáján nem fenyegetett fajként szerepel.